# NO DOUBT
『NO DOUBT』（ノー・ダウト）は、CHAGE&ASKA（現：CHAGE and ASKA）の19作目のオリジナル・アルバムで、本作の1曲目の楽曲名である。ちょうどデビュー20周年である1999年8月25日に発売された。発売元は東芝EMI。
2001年4月18日はCDとして2009年11月25日はSHM-CD盤として再発売している。

## 背景
オリジナル・アルバムとしては、前作『CODE NAME.2 SISTER MOON』から3年4ヶ月ぶりで、初のセルフ・プロデュース作品である:367,403,406。タイトルはASKAの思いつきで名付けられたもので、タイトルが本作のコンセプトを持っている訳ではないという:366。

## リリース
CDジャケットは富士山の五合目にある駐車場で撮影が行われた。撮影当日は雨が降っており、霧がかかり雲の中で傘を差しながら撮影された:367。
2009年11月25日には、紙ジャケット・シリーズの一環としてSHM-CD仕様でヤマハミュージックコミュニケーションズより再発売された。

## 制作
1998年の11月頃から作業がはじまり、最初はお互いソロ活動のモードからCHAGE&ASKAとしての感覚を取り戻すまで時間がかかったという。当初の予定では1999年5月に行われたライブ『赤坂BLITZ special MTV PROGRAM LIVE』までにレコーディングが終了する予定であったが、終わらなかったためライブ後も続けられた:366。
今までのレコーディングはCHAGE（現：Chage）とASKAが別々のレコーディングスタジオで作業を行うスタイルで本作でも当初はその様に行われていたが、途中で2人で行うスタイルに変更された。クレジット上では別々の表記となっているが、2人がお互いの楽曲を作業しているため、2人はこれらをレノン＝マッカートニー状態と表現している:367。

## 批評
セルフ・プロデュースについて、CHAGEは「そこは面白かったですよ。お互いの曲に対して、プロデューサーの立場で接するのは。アーティスト同士の関係だとキツくなることがあるんですけど、プロデューサーだと思うと、『ここは君だったらどうする？』みたいに聞けるんですよ。それは違うものを見た感じがしますね。」と公言し、ASKAは「前に比べて自分のスタイルみたいなものに対してのこだわりはなくなりましたね。お互いの世界に固執して、そこは1人で守るんだ、みたいなことじゃなくなってる。お互いの曲にズカズカ入り込んでいったりしますし。夜中、明け方を問わず、何かあったら出て行ける体制でしたから。とにかく一緒につくろうぜと。そうなってからは早かったですね。そういう意味では、本当の意味のCHAGE&ASKAのアルバムづくりができ始めてるなって感じますね。」と語っている。

## ツアー
1999年9月からは、本作を引っ提げて全国ツアー『CHAGE & ASKA CONCERT TOUR 電光石火』が始まり、11月には北京・上海で『ASIAN TOUR NO DOUBT』を開催した:406。

## 収録曲
| #         | タイトル                                       | 作詞      | 作曲      | 編曲             | 時間  |
| --------- | ---------------------------------------------- | --------- | --------- | ---------------- | ----- |
| 1.        | 「no doubt」                                   | 飛鳥涼    | 飛鳥涼    | 松本晃彦         | 4:41  |
| 2.        | 「the corner」                                 | 飛鳥涼    | 飛鳥涼    | 松本晃彦         | 3:59  |
| 3.        | 「swear」                                      | CHAGE     | CHAGE     | 西川進           | 5:39  |
| 4.        | 「僕がここに来る前に」                         | 飛鳥涼    | 飛鳥涼    | 飛鳥涼、松本晃彦 | 5:41  |
| 5.        | 「熱帯魚」                                     | CHAGE     | CHAGE     | 亀田誠治         | 5:05  |
| 6.        | 「higher ground」                              | 飛鳥涼    | 飛鳥涼    | 飛鳥涼、十川知司 | 5:13  |
| 7.        | 「two of us」                                  | CHAGE     | CHAGE     | 岡本洋           | 6:04  |
| 8.        | 「群れ」                                       | 飛鳥涼    | 飛鳥涼    | 飛鳥涼、十川知司 | 4:42  |
| 9.        | 「もうすぐ僕らはふたつの時代を超える恋になる」 | CHAGE     | CHAGE     | 十川知司         | 4:57  |
| 10.       | 「vision」                                     | CHAGE     | CHAGE     | 西川進           | 4:56  |
| 11.       | 「この愛のために」                             | 飛鳥涼    | 飛鳥涼    | 十川知司         | 5:56  |
| 合計時間: | 合計時間:                                      | 合計時間: | 合計時間: | 合計時間:        | 56:53 |

## 楽曲解説
1. no doubt
CHAGEとASKA出演の日本電気 CMソング。
シングル化の話もあったが、詞に関して最初の4行が出来てから時間がかかり、最終的にレコーディング終盤で完成している。歌詞は切ない内容となっている[4]。
同年12月に発売されたベスト・アルバム『CHAGE&ASKA VERY BEST ROLL OVER 20TH』、2004年に発売されたバラッド集『THE STORY of BALLAD II』にも収録されている。
2010年にはASKAがアルバム『君の知らない君の歌』でセルフカバーしている。
2. the corner
ディレクTV 冬のキャンペーンCMソング。日本航空 CMソング。
楽曲の性質上ではラブソングに似合いそうだが、ASKAは「no doubt」をラブソングにしたかったため、本楽曲ではラブソングにしなかったという。歌詞のテーマが「群れ」とリンクしており、逆の見方で物事を捉えているという[4]。
3. swear
1999年6月9日に発売されたシングル「群れ」カップリング曲。
シングル収録時のミックスがアルバムにも合っていたので、そのまま収録している[4]。
4. 僕がここに来る前に
テレビ朝日系列ドラマ『輝ける瞬間』主題歌。CHAGEとASKA出演の日本電気 CMソング。
ASKAの子供の頃の憧憬と当時の自分の生活を表現した楽曲[4]。
5. 熱帯魚
CHAGEがかねてから亀田と一緒に仕事したい希望が実現し、CHAGEは「ロックバラードで暗くなりがちな曲調を亀田のアレンジによってとげとげしく、ある意味攻撃的に感じる音に仕上がった」と評価している[4]。
本作はお互いがお互いの楽曲を作業するスタイルだが、本楽曲ではASKAのコーラスは入ってない。CHAGEは「サウンドだけで完璧にできあがっていて、あとは僕のボーカル1本だけでいいってところにきちゃった。」と述べ[4]、ASKAは本楽曲に対して、「俺の存在そのものがない。コメントできない」と公言している[2]:370。
6. higher ground
タイトルは「高み」「高地」「上流」という意味を持つ。歌詞はコンピュータゲームをテーマとした内容で、ASKAがレコーディング最後に歌詞を完成されている[4]。
2019年から2020年にかけて行われたASKAのソロツアーのタイトルにも使用されている[5]。
7. two of us
アコースティック・ライブ『20TH ANNIVERSARY Premium Live』のリハーサル中に作曲している。ライブでピアノを担当していた岡本洋の音楽性に触れ、アレンジを依頼したという。最初はお互いが気を使う感じで作業が進められていたが、時間が経つにつれてバンド仲間という意識が芽生えたという。CHAGEは「この曲のアレンジができあがる頃には10年一緒にやっているような感覚になっていて、いい関係でレコーディングもできた」と評価している[4]。
歌詞の内容は1970年代で、フォークソング的な世界観かつ、誰もが映像を浮かべてくれる様なものができないかと考えて作ったという[4]。
2004年に発売されたバラッド集『THE STORY of BALLAD II』にも収録されている。
8. 群れ
1999年6月9日に発売された40枚目シングル。
シングル収録時とはミックスが異なるアルバム・バージョンである。
9. もうすぐ僕らはふたつの時代を超える恋になる
CHAGEとASKA出演の日本航空「JAL SEASONS」CMソング。
CHAGEが制作した楽曲の中で最も長いタイトルとなり、歌詞はライトなラブソングになっている。1999年から2000年になっても、2999年から3000年になるときでも、やっぱり人は "I love you" の言葉を口にしていてほしい。そんな願いを歌詞に込めたという[4]。
作詞に関してCHAGEは悩みながら制作しており、ASKAの意見も入れつつ行われた[4]。
2004年に発売されたバラッド集『THE STORY of BALLAD II』にも収録されている。
10. vision
1999年3月10日に発売された39枚目シングル「この愛のために/VISION」収録曲。
タイトル表記がシングルの時とは違い、すべて小文字になっている。
シングル収録時とはミックスが異なるアルバム・バージョンである。
11. この愛のために
シングル「この愛のために/VISION」収録曲。
前半部分のアレンジがシングルと異なり、ミックスもアルバム・バージョンである。

## 参加ミュージシャン
| no doubt - Arrangement, Keyboards & Hammond Organ：松本晃彦 - Drums：江口信夫 - Bass：荻原基文 - Guitar：鈴川真樹 - Acoustic Guitar：ASKA - Backing Vocal：西司 - Programming：森下晃 the corner - Arrangement & Keyboards：松本晃彦 - Drums：江口信夫 - Bass：荻原基文 - Guitar：鈴川真樹 - Backing Vocal：西司 - Programming：森下晃 swear - Arrangement, Guitar & Bass：西川進 - Piano：皆川真人 - Programming：小笠原学 僕がここに来る前に - Arrangement & Keyboards：松本晃彦 - Drums：江口信夫 - Bass：荻原基文 - Guitar：鈴川真樹 - Programming：森下晃 熱帯魚 - Arrangement & Bass：亀田誠治 - Cymbals：江口信夫 - Guitar：西川進 - Programming：中山信彦 higher ground - Arrangement & Keyboards：十川知司 - Drums：松永俊弥 - Bass：荻原基文 - Guitar：狩野良昭 - Sampled Guitar：木村紡次 - Programming：中山信彦 - Additional Programming：小笠原学 | two of us - Arrangement & Keyboards：岡本洋 - Drums：江口信夫 - Bass：美久月千晴 - Guitar：鈴川真樹、木村紡次 - Programming：橋本茂昭 群れ - Arrangement & Keyboards：十川知司 - Bass：荻原基文 - Guitar：西川進 - Cello：溝口肇 - Backing Vocal：大滝裕子 - Programming：中山信彦 もうすぐ僕らは ふたつの時代を超える恋になる - Arrangement & Piano：十川知司 - Drums：鶴谷智生 - Bass：荻原基文 - Guitar & Banjo：西川進 - Strings：弦一徹グループ - Backing Vocal：西司、大滝裕子 - Programming：小笠原学 vision - Arrangement & Guitar：西川進 - Drums：小田原豊 - Bass：惠美直也 - Guitar：戸谷誠 - Keyboards：皆川真人 - Programming：小笠原学 この愛のために - Arrangement & Piano：十川知司 - Drums：鶴谷智生 - Bass：渡辺等 - Guitar：狩野良昭、古川昌義 - Programming：小笠原学、橋本由香利、中山信彦 |